# Christian Handschuh
Christian Handschuh (* 1976) ist ein deutscher römisch-katholischer Theologe.

## Leben
Von 1995 bis 2002 studierte er katholische Theologie, Anglistik und Geschichte an der Eberhard-Karls-Universität Tübingen. Von 2005 bis 2018 war er wissenschaftlicher Mitarbeiter am Lehrstuhl für Historische Theologie der Universität Köln (Clemens Scholten). Nach der Promotion 2012 zum Doktor der Theologie an der Katholisch-Theologischen Fakultät der Universität Tübingen, der Weihe zum Diakon in der Diözese Rottenburg-Stuttgart 2019 und der Habilitation 2020 an der Katholisch-theologischen Fakultät Eichstätt ist er seit 2022 Professor für Kirchengeschichte und christliche Identitäten in Passau.